# Maieta poeppigii
Maieta poeppigii là một loài thực vật có hoa trong họ Mua. Loài này được Mart. ex Cogn. mô tả khoa học đầu tiên năm 1888.